# Вахруниха
Вахруниха — деревня в Харовском районе Вологодской области на реке Сохта.
Входит в состав Азлецкого сельского поселения, с точки зрения административно-территориального деления — в Азлецкий сельсовет.
Расстояние по автодороге до районного центра Харовска — 61 км, до центра муниципального образования Поповки — 7 км. Ближайшие населённые пункты — Пичиха, Лобаниха, Тимониха, Алферовская.
По переписи 2002 года население — 2 человека.